# Carska bara

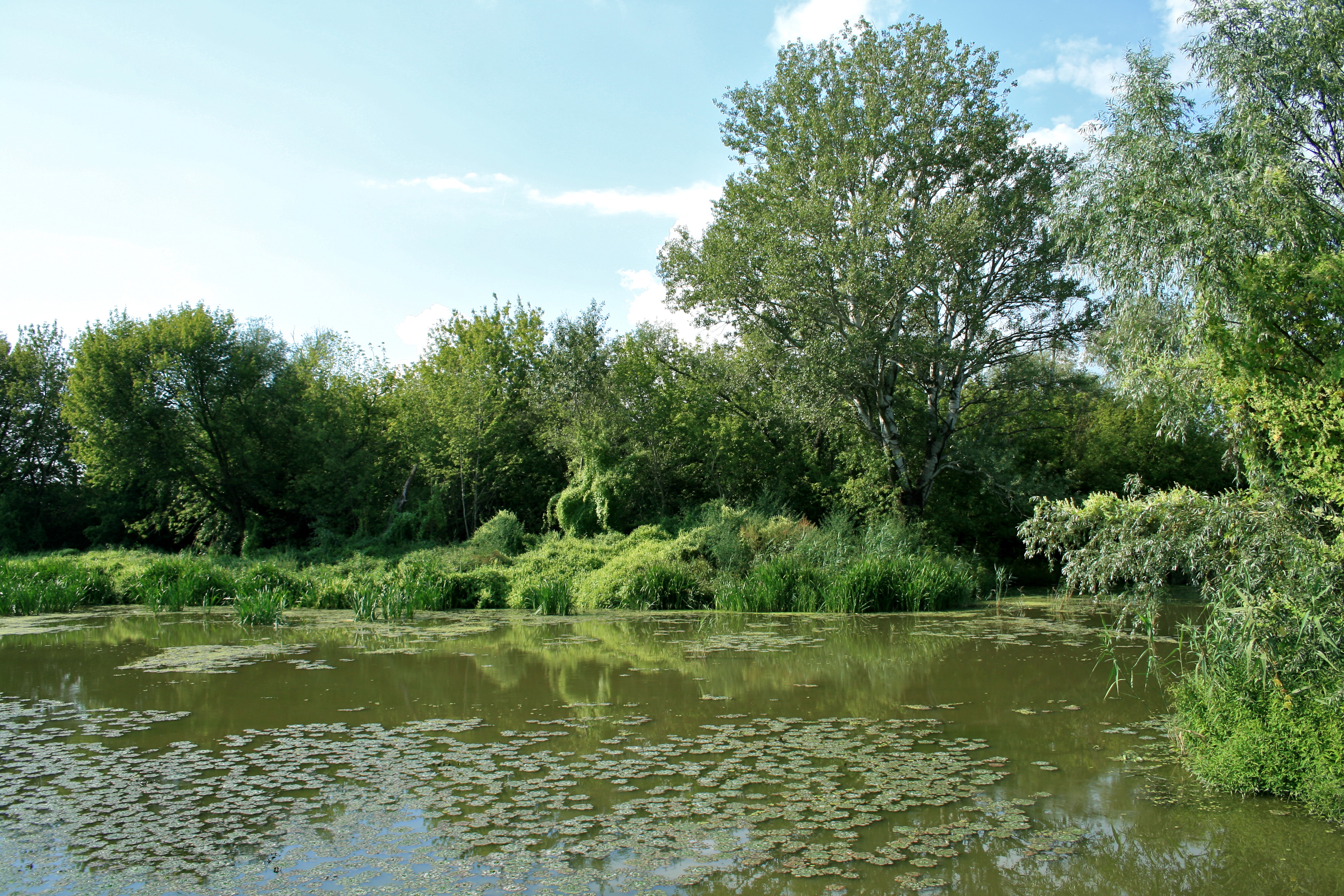
Pohled na lužní lesy Carské bary

Carská bara (v srbštině Царска бара) je přírodní rezervace (mokřady a rašeliniště) v Srbsku na území vojvodinského Banátu.
Nachází se na soutoku řek Tisy a Begeje mezi městy Zrenjanin a Perlez. Má rozlohu 11 km² a zahrnuje tři vodní plochy zvané Carska, Perleska a Tiganjica. Název Carska (=císařská) pochází ze skutečnosti, že na začátku 20. století oblast často navštěvoval kvůli lovům císař František Josef I. Zákonem chráněná je Carska bara od roku 1955.

## Galerie

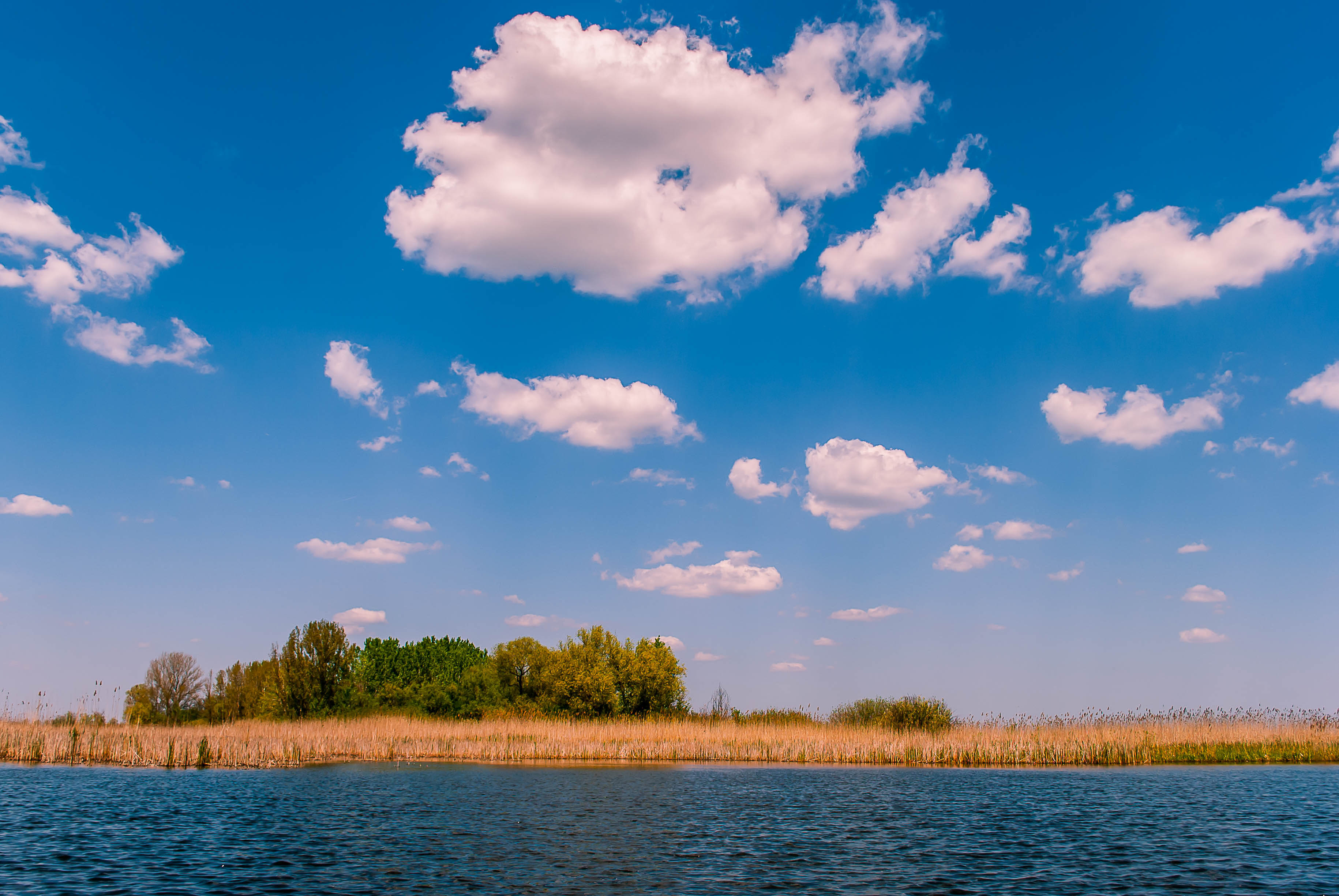
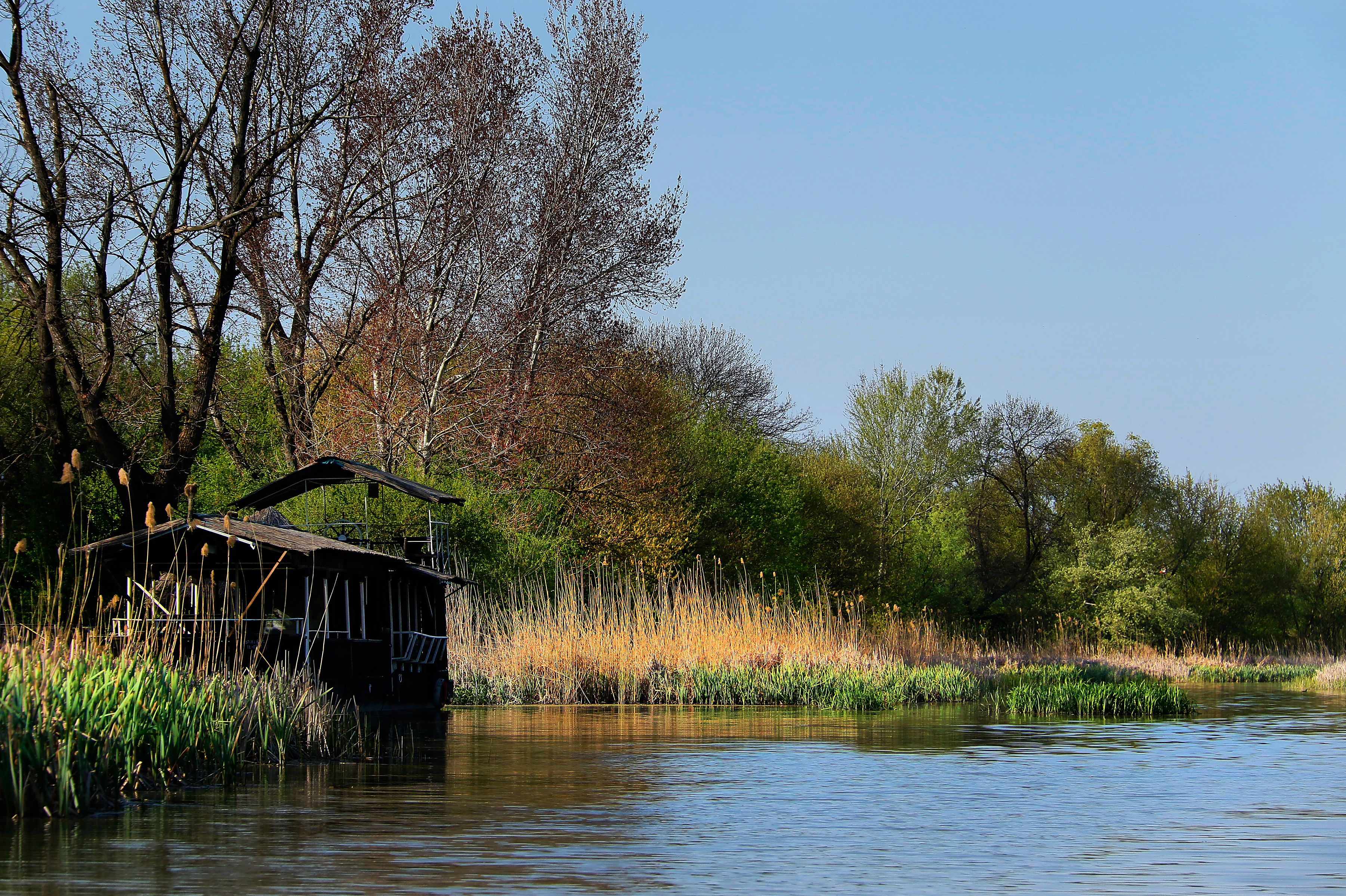
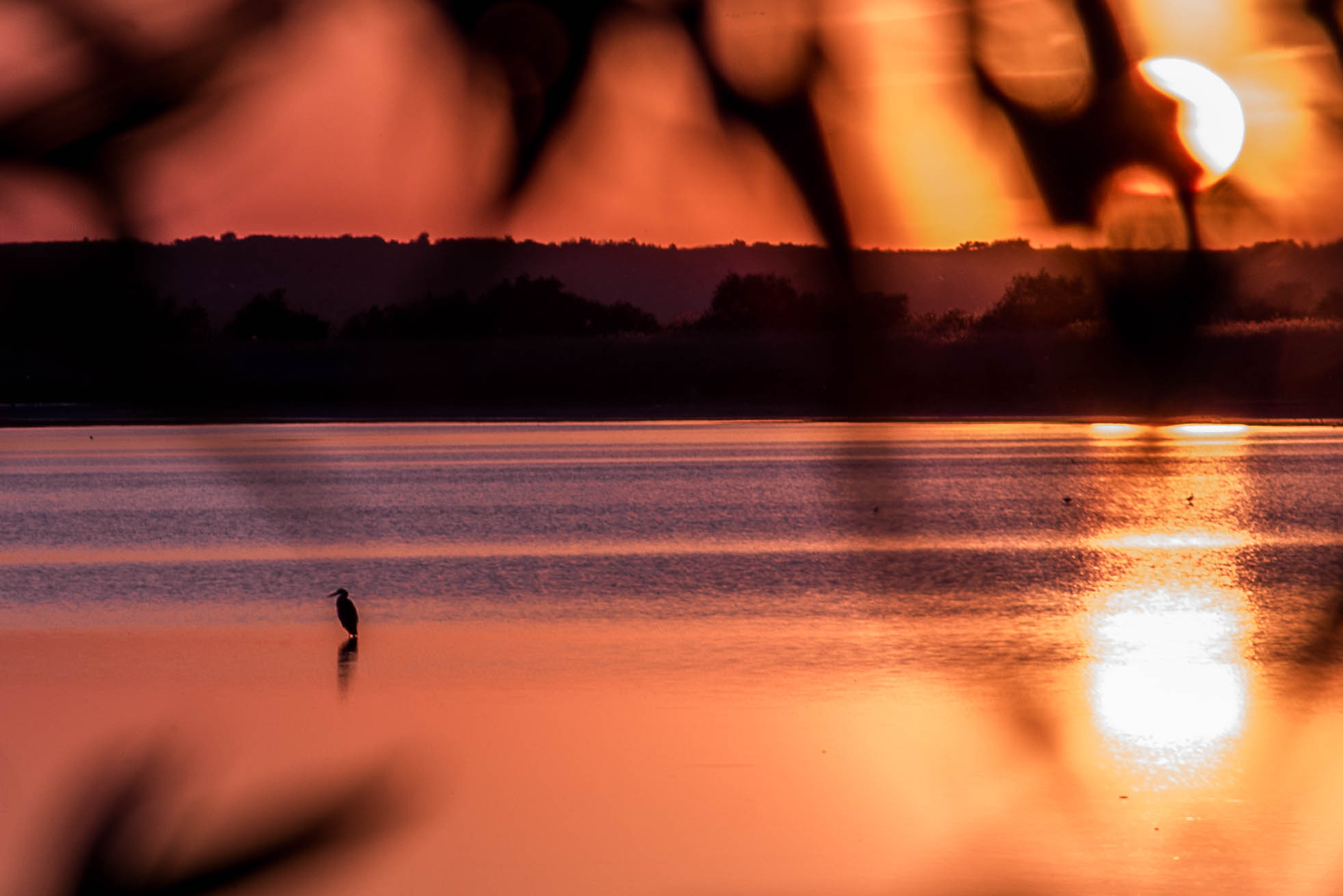
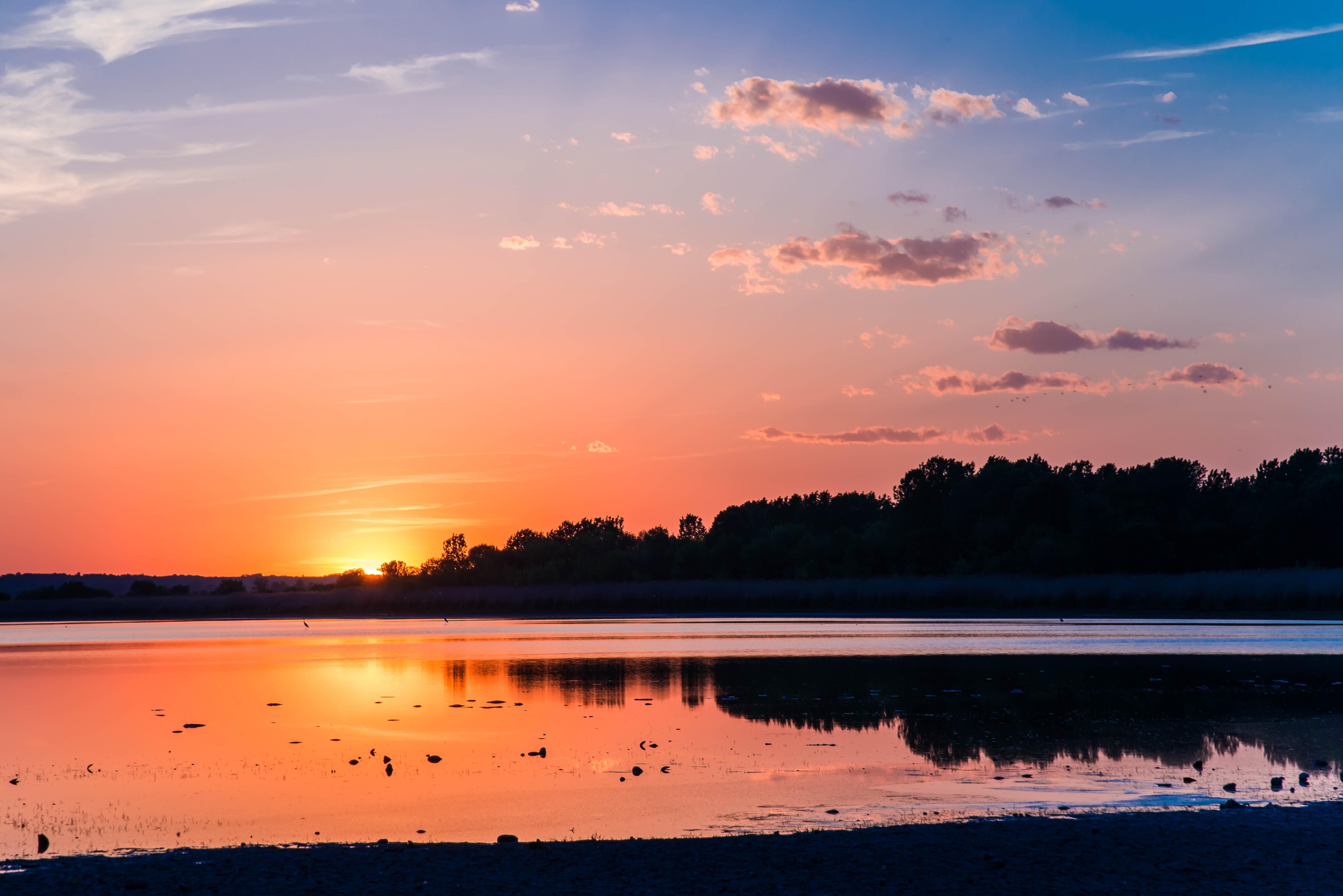
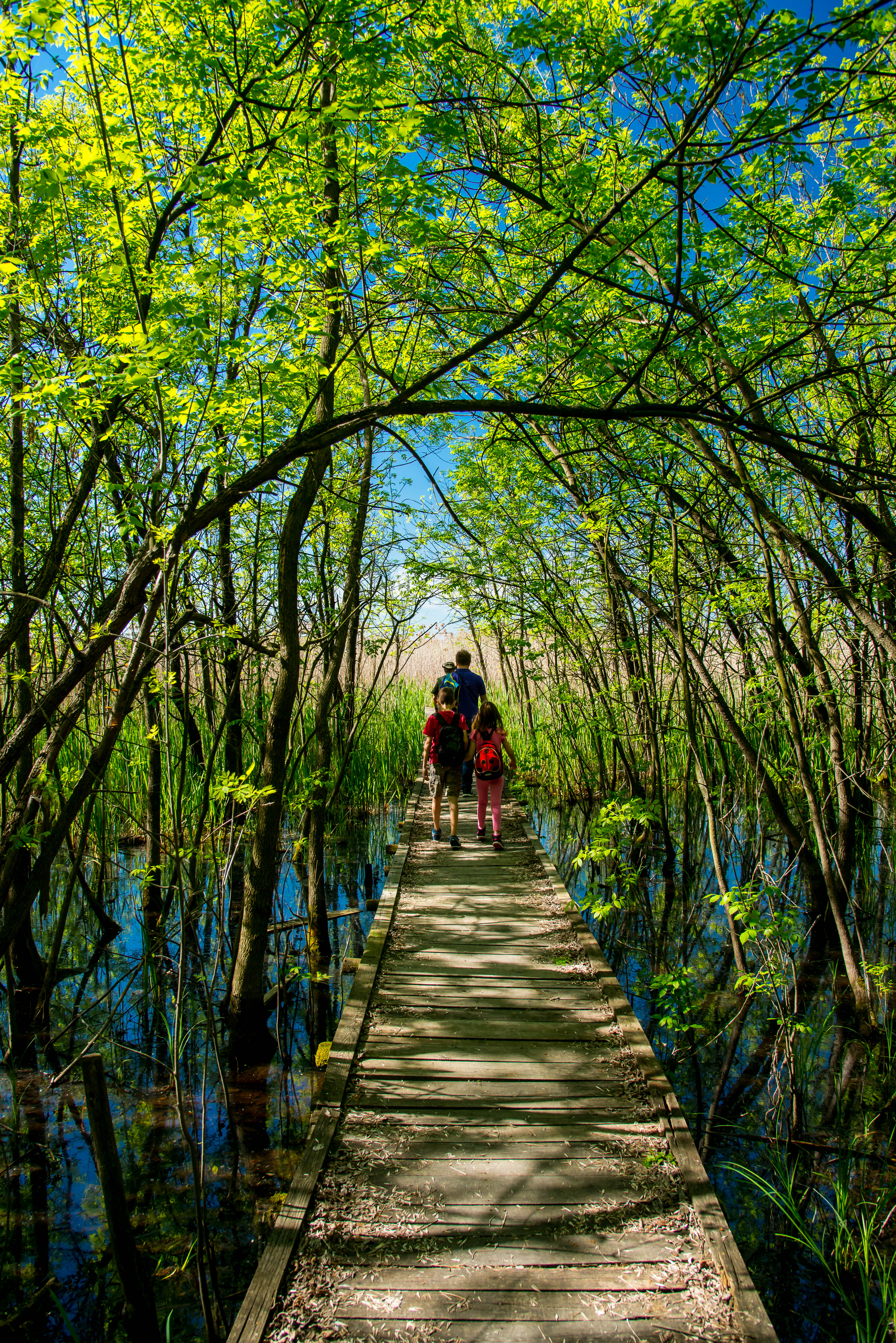
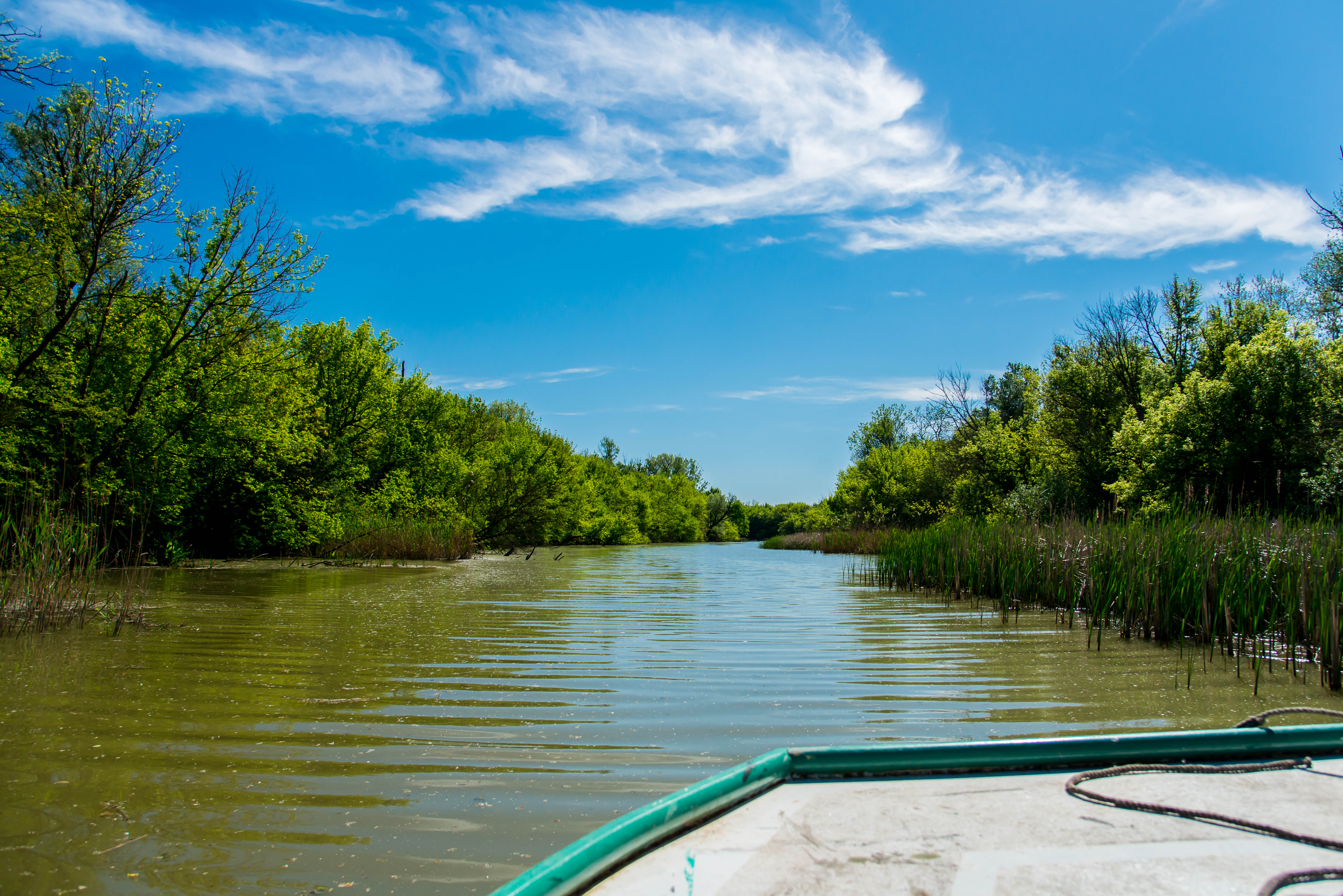
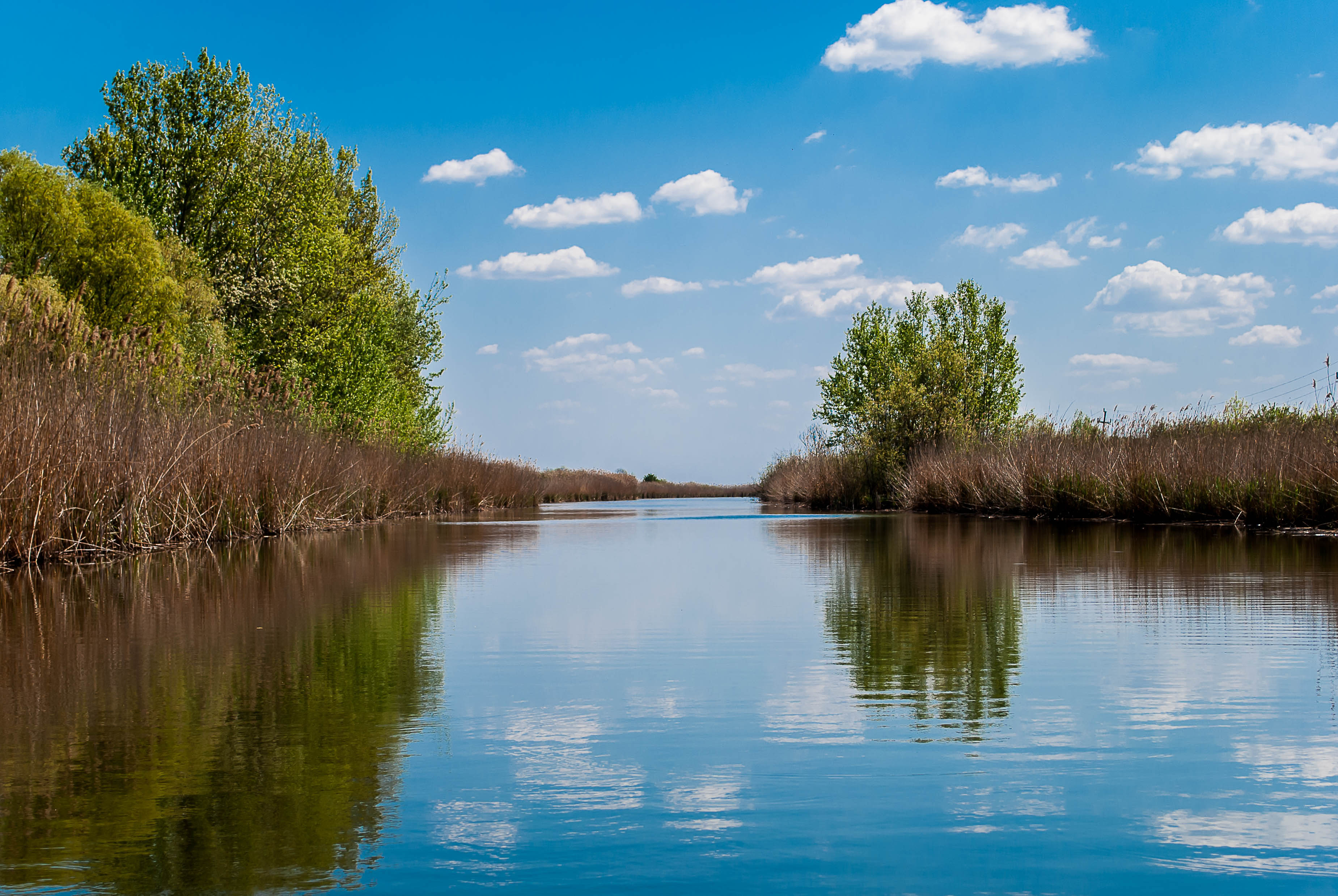